# 김성복 (정치인)
김성복(1902년 5월 14일~1982년 4월 29일)은 대한민국의 정치인이다. 제3대 국회의원을 지냈다.

## 역대 선거 결과
|  | 32.97% |

|  | 22.99% |

|  | 7.71% |